# 歌舞伎役者一覧
歌舞伎役者一覧（かぶきやくしゃいちらん）は、歌舞伎役者の50音順一覧。

## あ行
| - 愛岩周助 - 會田安右衞門 - 青木吉二 - 青木善次 - 明石増右衛門 - 総角林彌 - 秋田左五七 - 秋田正平 - 秋田彦三郎 - 秋田彦四郎 - 秋田彦六 - 浅尾奥次郎 - 浅尾奥山 - 浅尾きよの - 浅尾工左衛門 - 浅尾國五郎 - 浅尾十次郎 - 浅尾大吉 - 浅尾為十郎 - 浅尾玉六 - 浅尾内匠 - 浅尾元五郎 - 浅尾友蔵 - 浅尾仲蔵 - 浅尾与六 - 浅尾和歌之丞 - 吾妻市之丞 - 吾妻藤蔵 - 姉川源之助 - 姉川新四郎 - 姉川新之助 - 姉川大吉 - 姉川千代三郎 - 姉川千代三 - 姉川綱吉 - 姉川みなと - 荒木与次兵衛 - 嵐市太郎 - 嵐猪三郎 - 嵐宇源太 - 嵐佳笑 - 嵐歌七 - 嵐歌八 - 嵐馬太郎 - 嵐音八 - 嵐亀之丞 - 嵐珏蔵 - 嵐岩次郎 - 嵐寛右衛門 - 嵐勘四郎 - 嵐巌笑 - 嵐冠五郎 - 嵐冠十郎 - 嵐吉六 - 嵐吉三郎 - 嵐橘三郎 - 嵐橘蝶 - 嵐喜世三郎 - 嵐國市 - 嵐佳子 - 嵐圭史 - 嵐小七 - 嵐小六 - 嵐小松 - 嵐三右衛門 - 嵐三吉 - 嵐三幸 - 嵐三五郎 - 嵐三十郎 - 嵐山十郎 - 嵐三八 - 嵐三郎四郎 - 嵐三四郎 - 嵐舎丸 - 嵐七五郎 - 嵐新平 - 嵐大三郎 - 嵐徳丸 - 嵐徳三郎 - 嵐富三郎 - 嵐登美三郎 - 嵐富之助 - 嵐秀之助 - 嵐雛次 - 嵐雛助 - 嵐珉子 - 嵐門三郎 - 嵐璃珏 - 嵐璃寛 - 嵐璃喜丸 - 嵐璃笑 - 嵐龍蔵 - 嵐鱗子 - 嵐若松 - 嵐和歌野 - 嵐和三郎 - 嵐芳三郎 - 嵐来芝 - 嵐与市 - 嵐八千代 | - 幾島丹後守 - 生島寛右衛門 - 生島新五郎 - 生島大吉 - 生島半六 - 泉川桶蔵 - 市川荒五郎 - 市川荒次郎 - 市川荒太郎 - 市川郁治郎 - 市川市蔵 - 市川市十郎 - 市川市友 - 市川右近 - 市川右左次 - 市川右若 - 市川右田六 - 市川右團次 - 市川宇之助 - 市川鰕十郎 - 市川海老蔵 - 市川猿翁 - 市川莚若 - 市川猿之助 - 市川おの江 - 市川亀治郎 - 市川鬼丸 - 市川九蔵 - 市川源太左衛門 - 市川鯉三郎 - 市川蝙蝠 - 市川小太夫 - 市川小團次 - 市川小米 - 市川眼玉 - 市川権三郎 - 市川左團次 - 市川三蔵 - 市川三升 - 市川市紅 - 市川鯱丸 - 市川寿海 - 市川翔三 - 市川松蔦 - 市川翔乃亮 - 市川壽美蔵 - 市川新車 - 市川新升 - 市川新蔵 - 市川新之助 - 市川青虎 - 市川宗三郎 - 市川染五郎 - 市川滝十郎 - 市川辰蔵 - 市川團子 - 市川團三郎 - 市川團四郎 - 市川段四郎 - 市川團十郎 - 市川團次郎 - 市川團蔵 - 市川團之助 - 市川傳蔵 - 市川中車 - 市川蔦之助 - 市川友蔵 - 市川右之助 - 市川笑三郎 - 市川笑也 - 市川猿弥 - 市川男寅 - 市川男女蔵 - 市川高麗蔵 - 市川寿猿 - 市川春猿 - 市川段治郎 - 市川月乃助 - 市川門之助 - 市川猿三郎 - 市川猿四郎 - 市川猿十郎 - 市川欣弥 - 市川弘太郎 - 市川左升 - 市川新十郎 - 市川新蔵 - 市川段之 - 市川門松 - 市川鯉紅 - 市川笑子 - 市川笑三 - 市川笑野 - 市川笑羽 - 市川猿紫 - 市川猿若 - 市川猿琉 - 市川喜猿 - 市川喜昇 - 市川喜太郎 - 市川喜之助 - 市川喜楽 - 市川齊入 - 市川左字郎 - 市川左十次郎 - 市川猿 - 市川澤五郎 - 市川澤路 - 市川茂之助 - 市川升一 - 市川笑猿 - 市川升平 - 市川新次 - 市川瀧二朗 - 市川瀧昇 - 市川瀧之 - 市川段一郎 - 市川裕喜 - 市川升吉 - 市川升助 - 市川升六 - 市川八百稔 - 市川龍蔵 - 市川竜之助 - 市川子團次 - 市川子之助 - 市川白猿 - 市川白蔵 - 市川女寅 - 市川箱登羅 - 市川福蔵 - 市川紅粉助 - 市川弁蔵 - 市川升蔵 - 市川又九郎 - 市川光蔵 - 市川茂々太郎 - 市川森之助 - 市川八百蔵 - 市川米十郎 - 市川雷蔵 - 市川米蔵 - 市川猿蔵 - 市川莚升 - 市川照蔵 - 市川壽美之丞 - 市川團右衛門 - 市川小文次 - 市川九團次 - 市川九女八 - 市川團之丞 - 市川升之丞 - 市川朝太郎 - 市川右治丸 - 市川左源太 - 市川清吉 - 市川伊達蔵 - 市川外山 - 市川百之助 - 市川福之助 - 市川福太郎 - 市川美喜造 - 市川門三郎 - 市川若松 - 市野川彦四郎 - 市村家橘 - 市村亀蔵 - 市村竹之丞 - 市村竹松 - 市村鶴蔵 - 市村光 - 市村萬次郎 - 市村玉柏 - 市村吉五郎 - 市村橘太郎 - 市村羽左衛門 - 今村七三郎 - 市山角志 - 市山七十郎 - 市山七蔵 - 市山傳五郎 - 市山ト平 - 市山富五郎 - 市山助五郎 - 糸縷権三郎 - 伊藤小太夫 - 岩井かほ世 - 岩井喜世太郎 - 岩井粂三郎 - 岩井小紫 - 岩井紫若 - 岩井久次郎 - 岩井半四郎 - 岩井松之助 - 岩井義太郎 - 岩井若次郎 - 岩井米次郎 - 岩井松之助 - 岩井貴三郎 - 岩井左源太 - 岩井辰三郎 | - 右近源左衛門 | - 江戸坂京右衛門 - 江戸坂正蔵 - 戎屋吉郎兵衛 | - 大川橋蔵 - 大谷鬼次 - 大谷桂三 - 大谷桂太郎 - 大谷國蔵 - 大谷十町 - 大谷友右衛門 - 大谷馬十 - 大谷馬平 - 大谷春次 - 大谷廣右衛門 - 大谷廣五郎 - 大谷廣次 - 大谷廣蔵 - 大谷廣太郎 - 大谷廣松 - 大谷門三 - 大谷門蔵 - 大谷龍左衛門 - 大谷龍生 - 大谷徳次 - 大谷廣八 - 荻野伊三郎 - 荻野伊太郎 - 荻野澤之丞 - 荻野長太夫 - 荻野八重桐 - 荻野哥之介 - 荻野錦子 - 荻野左馬之丞 - 小川宇源次 - 小川吉太郎 - 小川善五郎 - 音羽助 - 音次郎三 - 尾上卯三郎 - 尾上丑之助 - 尾上栄三郎 - 尾上菊三郎 - 尾上菊十郎 - 尾上菊次郎 - 尾上菊五郎 - 尾上菊之助 - 尾上九朗右衛門 - 尾上鯉三郎 - 尾上右近 - 尾上左近 - 尾上左門 - 尾上松緑 - 尾上松也 - 尾上眞秀 - 尾上梅之助 - 尾上菊市郎 - 尾上菊三呂 - 尾上菊史郎 - 尾上菊次 - 尾上菊伸 - 尾上寿鴻 - 尾上扇緑 - 尾上辰緑 - 尾上松太郎 - 尾上音一郎 - 尾上音蔵 - 尾上音吉 - 尾上音三郎 - 尾上音二郎 - 尾上音之助 - 尾上音幸 - 尾上松三 - 尾上松悟 - 尾上隆松 - 尾上辰巳 - 尾上松男 - 尾上松五郎 - 尾上みどり - 尾上緑三郎 - 尾上新七 - 尾上多賀之丞 - 尾上辰之助 - 尾上多見蔵 - 尾上貴緑 - 尾上徳松 - 尾上梅幸 - 尾上芙雀 - 尾上松助 - 尾上まつ虫 - 尾上紋三郎 - 尾上和市 - 尾上梅朝 - 尾上梅祐 - 尾上松壽 - 尾上松鶴 - 尾上梅次 - 尾上栄之助 - 尾上小紫 - 尾上良五郎 - 尾上雷助 - 尾上蟹十郎 - 尾上菊丸 - 小佐川七蔵 - 小佐川十右衛門 - 小佐川常世 |  |

## か行
| - 加賀屋歌七 - 加賀屋橋之助 - 加賀屋福之助 - 加賀屋鶴助 - 加賀屋歌蔵 - 笠屋又九郎 - 片岡愛一朗 - 片岡愛三朗 - 片岡愛治郎 - 片岡愛之助 - 片岡我當 - 片岡進之介 - 片岡孝夫 - 片岡孝太郎 - 片岡仁左衛門 - 片岡秀太郎 - 片岡市蔵 - 片岡亀蔵 - 片岡千之助 - 片岡芦燕 - 片岡嶋之亟 - 片岡當十郎 - 片岡仁三郎 - 片岡松之亟 - 片岡松之助 - 片岡市伍 - 片岡市松 - 片岡燕治郎 - 片岡和之介 - 片岡千寿郎 - 片岡千志郎 - 片岡千次郎 - 片岡千蔵 - 片岡たか志 - 片岡孝法 - 片岡當吉郎 - 片岡當次郎 - 片岡當史弥 - 片岡當十郎 - 片岡比奈三 - 片岡松寿 - 片岡松三郎 - 片岡松四朗 - 片岡松次郎 - 片岡松太朗 - 片岡佑次郎 - 片岡りき彌 - 片岡市蔵 - 片岡我童 - 片岡亀蔵 - 片岡十蔵 - 片岡松太郎 - 片岡蝶十郎 - 金沢五平次 - 鎌倉長九郎 - 鎌倉半三郎 - 上村吉彌 - 上村吉太朗 - 上村純彌 - 上村吉三郎 - 上村才三郎 - 上村辰三郎 - 金子吉左衛門 - 叶雛助 - 叶珉子 - 鎌倉長九郎 - 鎌倉半三郎 - 加茂川野塩 - 河原崎権十郎 - 河原崎薫 - 河原崎國太郎 - 河原崎権三郎 - 河原崎國治 - 河原崎権之助 | - 菊川喜代太郎 - 桐島儀右衛門 - 桐野谷権十郎 - 桐野谷藤九郎 - 桐山紋次 | く | け | - 小島彦十郎 |  |

## さ行
| - 西国兵五郎 - 榊山勘助 - 榊山小四郎 - 榊山四郎太郎 - 榊山段四郎 - 坂田藤十郎 - 坂田佐十郎 - 坂田小傳 - 坂田半五郎 - 作屋九兵衛 - 桜田治助 - 桜山庄左衛門 - 桜山四郎三郎 - 佐渡島三郎左衛門 - 佐渡島長五郎 - 佐野川市松 - 佐野川十吉 - 佐野川花妻 - 佐野川萬菊 - 佐野川幾世 - 三条勘太郎 - 澤村田之助 - 澤村藤十郎 - 澤村精四郎 - 澤村宗之助 - 澤村鐵之助 - 澤村由次郎 - 澤村宇十郎 - 澤村國久 - 澤村國矢 - 澤村大蔵 - 澤村伊助 - 澤村紀世助 - 澤村光紀 - 澤村由蔵 - 澤村音右衛門 - 澤村喜十郎 - 澤村其答 - 澤村金平 - 澤村國太郎 - 澤村源之助 - 澤村源平 - 澤村小傳次 - 澤村曙山 - 澤村清子 - 澤村宗五郎 - 澤村宗十郎 - 澤村長十郎 - 澤村訥子 - 澤村訥升 - 澤村淀五郎 - 澤村源十郎 | - 實川延郎 - 實川延若 - 實川延三郎 - 實川延二郎 - 實川延太郎 - 實川延之助 - 實川額十郎 - 實川八百蔵 - 實川正朝 - 實川延一郎 - 實川勇次郎 - 柴崎林左衛門 - 篠塚歌桐 - 篠塚浦右衛門 - 篠塚嘉左衛門 - 篠塚十左衛門 - 篠塚次郎左衛門 - 篠塚宗三 - 篠塚庄松 - 四野宮源八 - 四野宮平八 | - 助高屋金五郎 - 助高屋小傳次 - 助高屋高助 - 鈴木平左衛門 | - 瀬川菊次郎 - 瀬川菊之丞 - 瀬川吉次 - 瀬川多門 - 瀬川富三郎 - 瀬川路三郎 - 瀬川路之助 - 瀬川雄次郎 - 瀬川菊三郎 - 瀬川菊の江 - 瀬川竹之丞 - 瀬川初太夫 - 関三十郎 - 関花助 - 仙石助五郎 - 仙石彦助 | - 袖岡政之助 - 袖岡笹尾 - 袖崎伊勢野 - 袖崎いろは - 袖崎歌流 - 袖崎三輪野 - 磯崎和歌浦 - 磯崎和歌野 - 染川此兵衛 - 染川十郎兵衛 - 染松七三郎 |  |

## た行
| - 竹柴幸左衛門 - 玉川吉弥 - 玉川主膳 - 玉川千之丞 - 玉村吉弥 - 多門庄左衛門 | ち | - 鶴川辰之助 | - 出来島小曝 | - 富澤半三郎 |  |

## な行
| - 中島勘左衛門 - 中島勘蔵 - 中島勘六 - 中島三甫右衛門 - 中島三甫蔵 - 中島和田右衛門 - 中村魁春 - 中村歌昇 - 中村歌六 - 中村莟玉 - 中村勘九郎 - 中村勘三郎 - 中村翫雀 - 中村翫延 - 中村吉右衛門 - 中村錦之助 - 中村芝翫 - 中村芝雀 - 中村雀右衛門 - 中村扇雀 - 中村東蔵 - 中村時蔵 - 中村富十郎 - 中村梅玉 - 中村橋之助 - 中村福助 - 中村歌江 - 中村壱太郎 - 中村勘太郎 - 中村亀鶴 - 中村吉之丞 - 中村児太郎 - 中村七之助 - 中村獅一 - 中村獅童 - 中村鷹之資 - 中村種太郎 - 中村種之助 - 中村玉太郎 - 中村長三郎 - 中村虎之介 - 中村梅枝 - 中村隼人 (歌舞伎役者) - 中村松江 - 中村萬太郎 - 中村米吉 - 中村龍之助 - 中村梅蔵 - 中村梅乃 - 中村梅丸 - 中村歌司 - 中村かなめ - 中村歌女之丞 - 中村鴈成 - 中村鴈童 - 中村勘之丞 - 中村鴈乃助 - 中村吉五郎 - 中村吉三郎 - 中村吉之助 - 中村京紫 - 中村京蔵 - 中村京妙 - 中村小三郎 - 中村小山三 - 中村山左衛門 - 中村芝歌蔵 - 中村芝喜松 - 中村紫若 - 中村芝のぶ - 中村寿治郎 - 中村春花 - 中村扇乃丞 - 中村蝶紫 - 中村蝶十郎 - 中村鶴松 - 中村時蝶 - 中村富志郎 - 中村又蔵 - 中村又之助 - 中村いてう - 中村梅秋 - 中村梅之 - 中村翫哉 - 中村鴈祥 - 中村翫政 - 中村翫蔵 - 中村鴈大 - 中村翫之 - 中村翫祐 - 中村鴈洋 - 中村吉二郎 - 中村吉六 - 中村京三郎 - 中村京珠 - 中村京純 - 中村京由 - 中村獅一 - 中村獅二郎 - 中村扇一朗 - 中村扇之助 - 中村竹蝶 - 中村蝶一郎 - 中村蝶三郎 - 中村蝶之介 - 中村蝶八郎 - 中村東志二郎 - 中村東志也 - 中村富二朗 - 中村富彦 - 中村仲四郎 - 中村仲太郎 - 中村仲之助 - 中村仲助 - 中村仲弥 - 中村仲侍 - 中村橋吾 - 中村橋成 - 中村橋弥 - 中村橋幸 - 中村春希 - 中村春之助 - 中村秀之介 - 中村福緒 - 中村福太郎 - 中村福之助 - 中村又一 - 中村又次郎 - 中村明石 - 中村歌右衛門 - 中村歌之助 - 中村梅之助 - 中村歌七 - 中村数馬 - 中村勝五郎 - 中村霞仙 - 中村歌門 - 中村翫右衛門 - 中村勘五郎 - 中村翫太郎 - 中村吉十郎 - 中村吉兵衛 - 中村喜代三郎 - 中村金蔵 - 中村粂太郎 - 中村源之助 - 中村駒之助 - 中村鷺助 - 中村三光 - 中村芝鶴 - 中村芝蔵 - 中村七三郎 - 中村十蔵 - 中村四郎五郎 - 中村次郎三 - 中村助五郎 - 中村清五郎 - 中村千之助 - 中村千彌 - 中村大吉 - 中村鶴助 - 中村鶴蔵 - 中村傳蔵 - 中村傳九郎 - 中村傳次郎 - 中村東蔵 - 中村里好 - 中村友三 - 中村成太郎 - 中村野塩 - 中村梅花 - 中村政治郎 - 中村もしほ - 中村櫻彩 - 中村琥珀郎 - 中村新五郎 - 中村京十郎 - 中村山三 - 中村清三郎 - 中村玉七 - 中村小福 - 中村翫助 - 中村慶女 - 中村重助 - 中村傳五郎 - 中村飛鶴 - 中村歌扇 - 中村歌風 - 中村歌保世 - 中村魚楽 - 中村銀之助 - 中村駒助 - 中村駒雀 - 中村権蔵 - 中村芝喜代 - 中村清九郎 - 中村福彌 - 中村松兵衛 - 中山一枝 - 中山一蝶 - 中山一徳 - 中山猪八 - 中山喜楽 - 中山源治 - 中山現十郎 - 中山新九郎 - 中山徳三郎 - 中山登竜 - 中山南枝 - 中山兵太郎 - 中山文五郎 - 中山文七 - 中山よしを - 中山来助 - 中山金蔵 - 中山百蔵 | に | ぬ | ね | の |  |

## は行
| - 花井才三郎 - 花桐豊松 - 早川初瀬 - 林又一郎 - 坂東相蔵 - 坂東勝太郎 - 坂東吉弥 - 坂東菊松 - 坂東熊十郎 - 坂東國五郎 - 坂東好十郎 - 坂東好太郎 - 坂東佐十郎 - 坂東三八 - 坂東寿太郎 - 坂東善次 - 坂東鶴蔵 - 坂東鶴之助 - 坂東豊三郎 - 坂東彦左衛門 - 坂東彦十郎 - 坂東又太郎 - 坂東又八 - 坂東三津右衛門 - 坂東村右衛門 - 坂東八十助 - 坂東玉三郎 - 坂東彦三郎 - 坂東三津五郎 - 坂東彌十郎 - 坂東亀三郎 - 坂東亀寿 - 坂東小吉 - 坂東秀調 - 坂東新悟 - 坂東薪車 - 坂東竹三郎 - 坂東巳之助 - 坂東蓑助 - 坂東みの虫 - 坂東功一 - 坂東玉之助 - 坂東玉雪 - 坂東三津右衛門 - 坂東三津之助 - 坂東守若 - 坂東羽之助 - 坂東三久太郎 - 坂東翔次 - 坂東竹朗 - 坂東玉朗 - 坂東やゑ亮 - 坂東八重蔵 - 坂東彌七 - 坂東八大 - 坂東彌風 - 坂東大和 - 坂東彌紋 - 坂東八重之助 - 坂東助三郎 - 坂東田門 - 坂東玉平 - 坂東飛鶴 | ひ | - 藤岡大吉 - 藤川花友 - 藤川山吾 - 藤川山八 - 藤川友吉 - 藤川武左衛門 - 藤川八蔵 - 藤川八太郎 - 藤川八甫 - 藤川半三郎 - 藤川平九郎 - 藤川彌五左衛門 - 藤間大河 - 藤村半太夫 | へ | ほ |

## ま行
| - 松島作彌 - 松島てうふ - 松島半彌 - 松島喜代崎 - 松島半二 - 松島左門 - 松本半二 - 松本半彌 - 松本錦昇 - 松本七蔵 - 松本純蔵 - 松本名左衛門 - 松本白鸚 - 松本秀十郎 - 松本小次郎 - 松本米三郎 - 松本米三 - 松本幸四郎 - 松本錦吾 - 松本金太郎 - 松本幸右衛門 - 松本錦一 - 松本錦成 - 松本錦彌 - 松本幸太郎 - 松本錦二郎 - 松本友十郎 | - 三保木儀左衛門 - 三国彦作 - 水木辰之助 - 三枡稲丸 - 三枡蔵之助 - 三枡源之助 - 三枡大五郎 - 三枡大三郎 - 三枡徳次郎 - 三枡梅舎 - 三枡松五郎 - 三枡森蔵 - 三枡他人 - 三桝貫蔵 | - 村山平右衛門 - 村山又三郎 | め | - 守田勘弥 |  |

## や行
| - 山崎権一 - 山崎咲十郎 - 山下亀之丞 - 山下京右衛門 - 山下京之助 - 山下金作 - 山下才三郎 - 山下左五右衛門 - 山下俊五郎 - 山下次郎三 - 山下民之助 - 山下又四郎 - 山下万菊 - 山下八百蔵 - 山下宇源太 - 山中平九郎 - 山村儀右衛門 - 山村友右衛門 - 大和屋甚兵衛 - 大和山甚左衛門 - 大和山仙助 | ゆ | - 芳澤あやめ - 芳澤いろは - 芳澤崎之助 - 芳澤圓次郎 - 芳澤五郎市 - 芳澤吉十郎 - 芳澤三喜蔵 - 芳澤万代 - 芳澤巴紅 |  |

## ら行
| ら | り | る | れ | ろ |  |

## わ行
| わ | を |  |